# Kvarntjärnet (Södra Finnskoga socken, Värmland, 673939-132530)
Kvarntjärnet är en sjö i Torsby kommun i Värmland och ingår i Glommas huvudavrinningsområde.